# Adams County (Nebraska)
Das Adams County ist ein County im US-Bundesstaat Nebraska. Der Verwaltungssitz (County Seat) ist Hastings, das nach Colonel D.T. Hastings von der St. Joseph and Grand Island Railroad benannt wurde.

## Geographie
Das County liegt im Südwesten von Nebraska, ist im Süden etwa 40 km von Kansas entfernt und hat eine Fläche von 1461 Quadratkilometern, wovon 2 Quadratkilometer Wasserfläche sind. Es grenzt an folgende Countys:
| Buffalo County | Hall County    |             |
| Kearney County |                | Clay County |
|                | Webster County |             |

## Geschichte

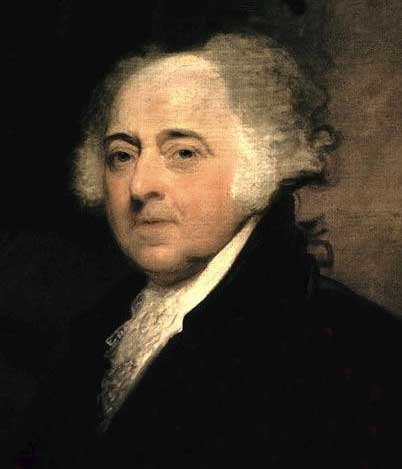
J. Adams

Das Adams County wurde 1867 gebildet. Benannt wurde es nach John Adams (1735–1826), dem zweiten Präsidenten der Vereinigten Staaten (1797–1801).

18 Bauwerke und Stätten des Countys sind im National Register of Historic Places eingetragen (Stand 9. Februar 2018).

## Demografische Daten

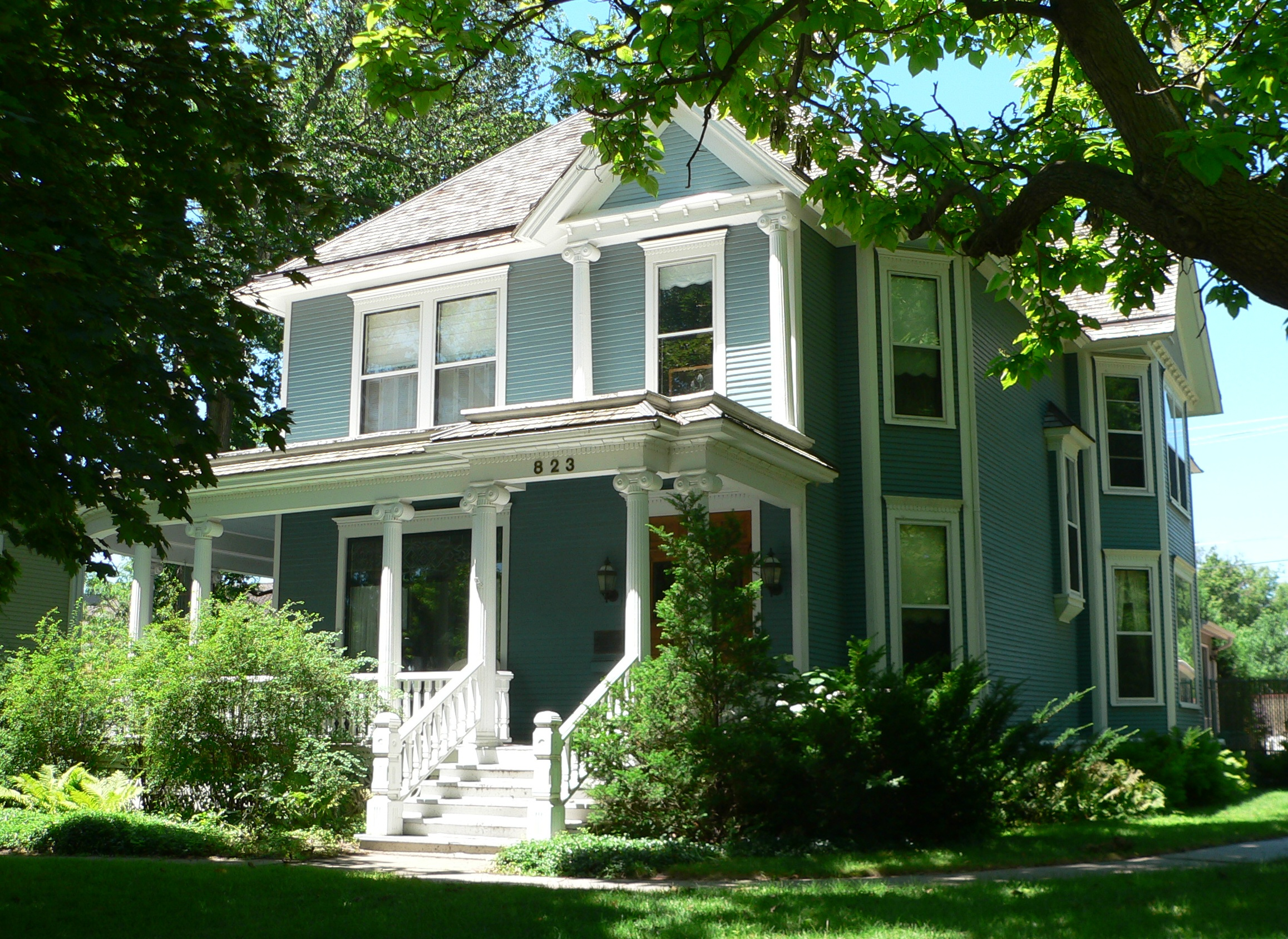
William Brach House, gelistet im NRHP

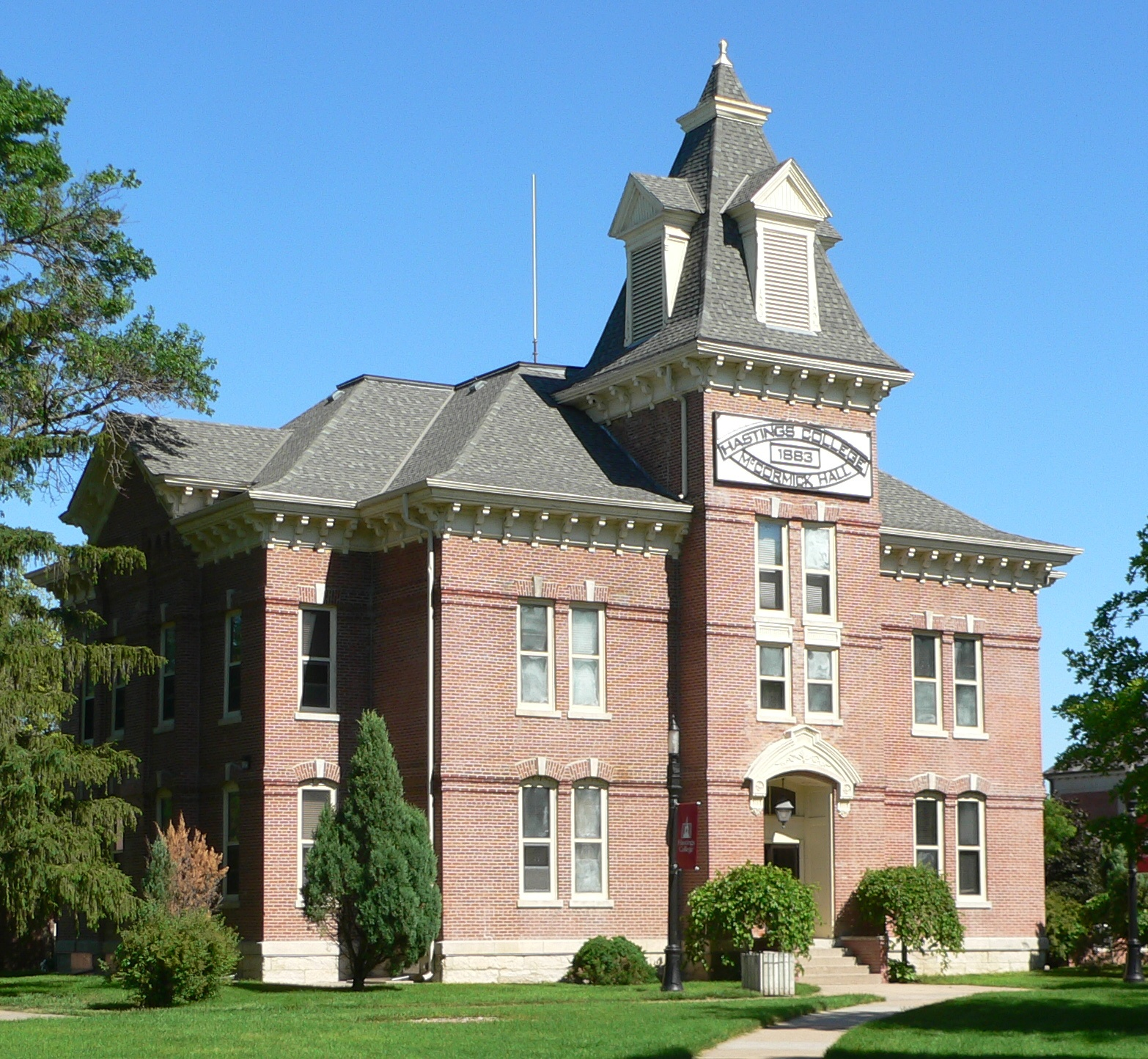
McCormick Hall, gelistet im NRHP

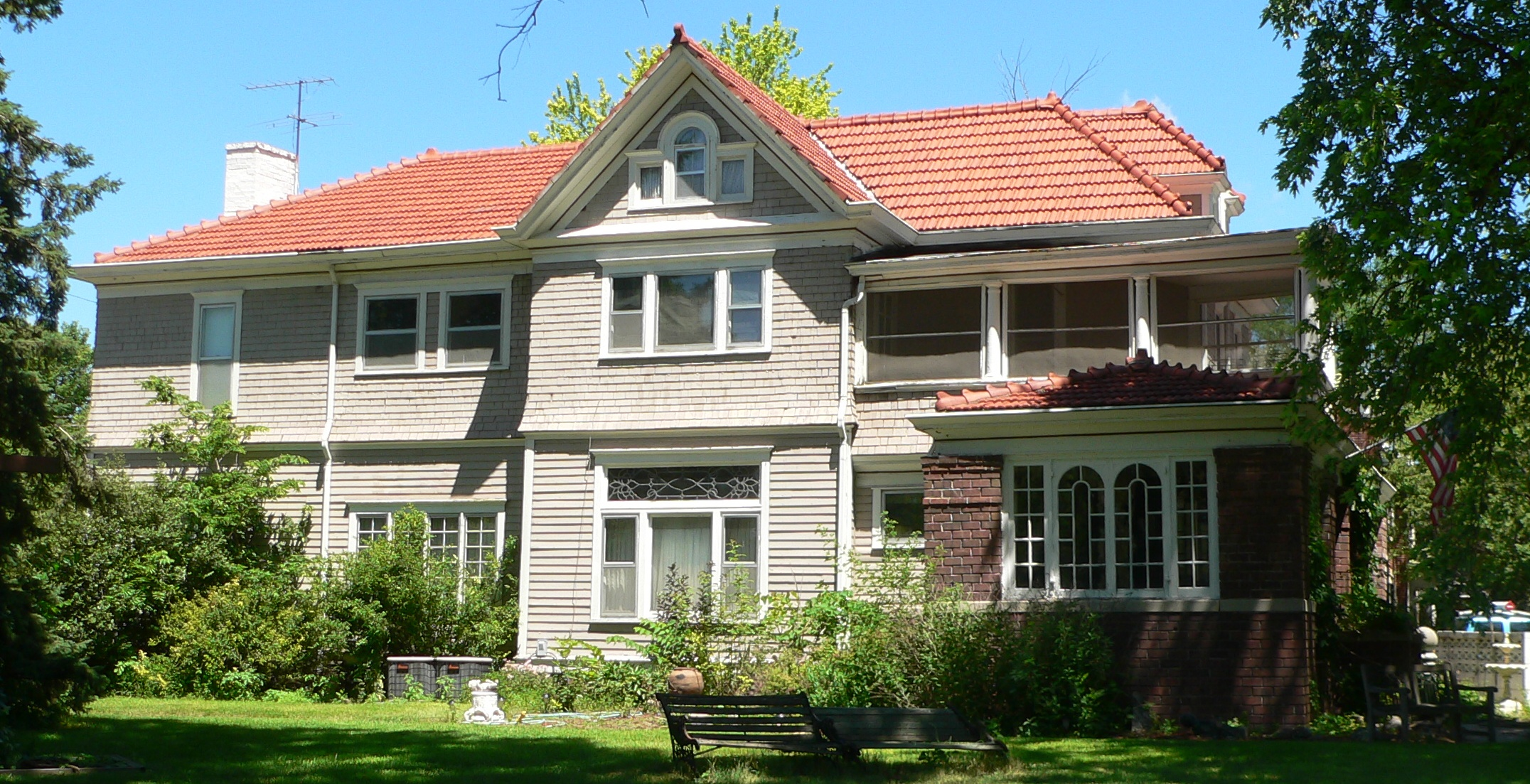
Nowlan-Dietrich House, gelistet im NRHP

Nach der Volkszählung im Jahr 2000 lebten im Adams County 31.151 Menschen. Davon wohnten 1.642 Personen in Sammelunterkünften, die anderen Einwohner lebten in 12.141 Haushalten und 7.964 Familien. Die Bevölkerungsdichte betrug 21 Einwohner pro Quadratkilometer. Ethnisch betrachtet setzte sich die Bevölkerung zusammen aus 94,54 Prozent Weißen, 0,64 Prozent Afroamerikanern, 0,36 Prozent amerikanischen Ureinwohnern, 1,60 Prozent Asiaten, 0,04 Prozent Bewohnern aus dem pazifischen Inselraum und 1,99 Prozent aus anderen ethnischen Gruppen; 0,83 Prozent stammten von zwei oder mehr Ethnien ab. 4,58 Prozent der Bevölkerung waren spanischer oder lateinamerikanischer Abstammung, die verschiedenen der genannten Gruppen angehörten.
Von den 12.141 Haushalten hatten 30,9 Prozent Kinder und Jugendliche unter 18 Jahre, die bei ihnen lebten. 54,4 Prozent waren verheiratete, zusammenlebende Paare, 8,3 Prozent waren allein erziehende Mütter, 34,4 Prozent waren keine Familien, 28,6 Prozent waren Singlehaushalte und in 13,0 Prozent lebten Menschen im Alter von 65 Jahren oder darüber. Die Durchschnittshaushaltsgröße lag bei 2,43 und die durchschnittliche Familiengröße bei 3,00 Personen.
Auf das gesamte County bezogen setzte sich die Bevölkerung zusammen aus 24,4 Prozent Einwohnern unter 18 Jahren, 11,9 Prozent zwischen 18 und 24 Jahren, 26,2 Prozent zwischen 25 und 44 Jahren, 21,7 Prozent zwischen 45 und 64 Jahren und 15,9 Prozent waren 65 Jahre alt oder darüber. Das Durchschnittsalter betrug 36 Jahre. Auf 100 weibliche kamen statistisch 96,1 männliche Personen. Auf 100 Frauen im Alter von 18 Jahren oder darüber kamen statistisch 92,8 Männer.

Das jährliche Durchschnittseinkommen eines Haushalts betrug 37.160 USD, das Durchschnittseinkommen der Familien betrug 45.620 USD. Männer hatten ein Durchschnittseinkommen von 29.842 USD, Frauen 21.236 USD. Das Prokopfeinkommen betrug 18.308 USD. 5,5 Prozent der Familien und 9,3 Prozent der Bevölkerung lebten unterhalb der Armutsgrenze. Darunter waren 10,4 Prozent der Kinder und Jugendlichen unter 18 Jahren und 6,7 Prozent der Senioren ab 65 Jahren.

## Städte und Gemeinden
City
- Hastings

Villages
| - Ayr - Holstein - Juniata - Kenesaw | - Prosser - Roseland - Trumbull1 |

1 – teilweise im Clay County

weitere Orte
- Assumption
- Ayr Junction
- Blaine
- Good Samaritan Village
- Halloran
- Hansen
- Hayland
- Ingleside
- Level
- Muriel
- Pauline

Townships
- Ayr Township
- Blaine Township
- Cottonwood Township
- Denver Township
- Hanover Township
- Highland Township
- Juniata Township
- Kenesaw Township
- Little Blue Township
- Logan Township
- Roseland Township
- Silver Lake Township
- Verona Township
- Wanda Township
- West Blue Township
- Zero Township